# Ezel (Kentucky)
Ezel es un lugar designado por el censo ubicado en el condado de Morgan en el estado estadounidense de Kentucky. En el Censo de 2010 tenía una población de 235 habitantes y una densidad poblacional de 102,06 personas por km².

## Geografía
Ezel se encuentra ubicado en las coordenadas 37°53′29″N 83°26′39″O / 37.89139, -83.44417. Según la Oficina del Censo de los Estados Unidos, Ezel tiene una superficie total de 2.3 km², de la cual 2.29 km² corresponden a tierra firme y (0.45%) 0.01 km² es agua.

## Demografía
Según el censo de 2010, había 235 personas residiendo en Ezel. La densidad de población era de 102,06 hab./km². De los 235 habitantes, Ezel estaba compuesto por el 100% blancos, el 0% eran afroamericanos, el 0% eran amerindios, el 0% eran asiáticos, el 0% eran isleños del Pacífico, el 0% eran de otras razas y el 0% pertenecían a dos o más razas. Del total de la población el 0% eran hispanos o latinos de cualquier raza.